# 與那原車站
與那原車站（日语：〔〕／ Yonabaru-eki）是日本沖繩縣島尻郡大里村与那原（現沖繩縣與那原町与那原）的沖繩縣營鐵道与那原線鐵路車站，為該線終点站，已廢站。

## 歷史
1915年（大正4年）1月20日，與那原車站隨与那原線那霸至与那原區間開通而啟用。該車站用於將經海路輸送的北方物資搬運至那霸市内，支撐因物流而繁華的与那原住民生活。1921年（大正10年）3月6日，訪問歐洲歸國的皇太子裕仁（後來的昭和天皇）之御召列車在該車站至那霸車站區間運行。與那原車站由於線路因沖繩島戰役受破壞，在約1945年（昭和20年）3月28日事實上廢止。站房因在1931年（昭和6年）更換為混凝土建材而免於完全毀壞，但仍因沖繩島戰役受到嚴重破壞，戰後只剩下部分線路及站房的9跟柱。舊站房在戰後經修補，為大里村役場及消防署、農業協同組合所用，後來由於農協遷移及紀念与那原線開業100周年，在2014年（平成26年）復原，2017年（平成29年）6月16日以「沖繩縣鐵道與那原驛跡」之名成為國家的登錄紀念物。

## 相鄰車站
沖繩縣營鐵道
与那原線
大里—与那原